# Чемпіонат Азії з боротьби 2003
Чемпіонат Азії з боротьби 2003 пройшов з 5 по 8 червня 2003 року в Нью-Делі, Індія в спортивному комплексі Індіри Ґанді.
На чемпіонаті проводилися змагання з вільної та греко-римської боротьби серед чоловіків і вільної боротьби серед жінок.
Було розіграно двадцять один комплект нагород — по сім у вільній, греко-римській та жіночій боротьбі.

## Країни учасники
У змаганнях взяли участь 160 спортсменів, що представляли 15 збірних команд.
- Бангладеш (4)
- В'єтнам (7)
- Індія (20)
- Іран (14)
- Казахстан (19)
- Киргизстан (10)
- Китайський Тайбей (13)
- Монголія (10)
- Непал (1)
- Південна Корея (17)
- Сирія (9)
- Таджикистан (2)
- Узбекистан (11)
- Філіппіни (2)
- Японія (21)

## Загальній медальній залік
| Місце                | Країна               | Золото | Срібло | Бронза | Загалом |
| -------------------- | -------------------- | ------ | ------ | ------ | ------- |
| 1                    | Іран                 | 7      | 4      | 2      | 13      |
| 2                    | Японія               | 5      | 2      | 0      | 7       |
| 3                    | Казахстан            | 4      | 0      | 5      | 9       |
| 4                    | Південна Корея       | 2      | 3      | 4      | 9       |
| 5                    | Узбекистан           | 1      | 4      | 0      | 5       |
| 6                    | Монголія             | 1      | 2      | 2      | 5       |
| 7                    | Таджикистан          | 1      | 1      | 0      | 2       |
| 8                    | Індія                | 0      | 4      | 6      | 10      |
| 9                    | Китайський Тайбей    | 0      | 1      | 0      | 1       |
| 10                   | Киргизстан           | 0      | 0      | 1      | 1       |
| Загалом (10 збірних) | Загалом (10 збірних) | 21     | 21     | 20     | 62      |

## Рейтинг команд
| Місце в рейтингу | Вільна боротьба (чоловіки) | Вільна боротьба (чоловіки) | Греко-римська боротьба (чоловіки) | Греко-римська боротьба (чоловіки) | Вільна боротьба (жінки) | Вільна боротьба (жінки) |
| Місце в рейтингу | Команда                    | Бали                       | Команда                           | Бали                              | Команда                 | Бали                    |
| ---------------- | -------------------------- | -------------------------- | --------------------------------- | --------------------------------- | ----------------------- | ----------------------- |
| 1                | Іран                       | 69                         | Іран                              | 60                                | Японія                  | 65                      |
| 2                | Індія                      | 47                         | Казахстан                         | 57                                | Індія                   | 54                      |
| 3                | Казахстан                  | 43                         | Південна Корея                    | 56                                | Монголія                | 36                      |
| 4                | Монголія                   | 38                         | Узбекистан                        | 47                                | Казахстан               | 33                      |
| 5                | Японія                     | 35                         | Японія                            | 38                                | Китайський Тайбей       | 33                      |
| 6                | Узбекистан                 | 32                         | Індія                             | 32                                | Південна Корея          | 31                      |
| 7                | Південна Корея             | 32                         | Киргизстан                        | 29                                | В'єтнам                 | 13                      |
| 8                | Таджикистан                | 19                         | Сирія                             | 18                                | Киргизстан              | 7                       |
| 9                | Китайський Тайбей          | 15                         | В'єтнам                           | 14                                |                         |                         |
| 10               | Киргизстан                 | 14                         | Китайський Тайбей                 | 8                                 |                         |                         |

## Медалісти

### Чоловіки

#### Вільна боротьба
| Категорія | Золото           | Срібло               | Бронза                |
| до 55 кг  | Мохаммад Аслані  | Ян Дже Хун           | Кріпа Шанкар Пател    |
| до 60 кг  | Морад Могаммаді  | Дамір Захартдінов    | Сушил Кумар           |
| до 66 кг  | Хасан Тахмасебі  | Кадзухіко Ікемацу    | Норжингійн Баярмагнай |
| до 74 кг  | Юсуп Абдусаламов | Реза Рамезанзаде     | Суджит Маан           |
| до 84 кг  | Пежман Доросткар | Шаміль Алієв         | Магомед Куруглієв     |
| до 96 кг  | Аліреза Хейдарі  | Магомед Ібрагімов    | Нуржан Катаєв         |
| до 120 кг | Аліреза Резаї    | Палвіндер Сінгх Чима | Марид Муталімов       |

#### Греко-римська боротьба
| Категорія | Золото                 | Срібло            | Бронза             |
| до 55 кг  | Асет Іманбаєв          | Хамід Бавафа      | Ім Да Вон          |
| до 60 кг  | Шамсіддін Худойбердієв | Алі Ашкані        | Кім Бон Сук        |
| до 66 кг  | Парвіз Зейдванд        | Гурбіндер Сінгх   | Канатбек Бегалієв  |
| до 74 кг  | Чхве Док Хун           | Джахонгір Турдієв | Рустем Байсеїтов   |
| до 84 кг  | Абдулла Джабраїлов     | Євген Єрофайлов   | Хосейн Марасіджан  |
| до 96 кг  | Хан Де Йон             | Масуд Хашемзаде   | Маргулан Асембеков |
| до 120 кг | Георгій Цурцумія       | Пак У             | Аліреза Гарібі     |

### Жінки

#### Вільна боротьба
| Категорія | Золото                 | Срібло                    | Бронза            |
| до 48 кг  | Міка Ногуті            | Гао Вейцзянь              | Каміні Ядав       |
| до 51 кг  | Нінако Хатторі         | Цогтбазарин Енхжаргал     | Рену Бала         |
| до 55 кг  | Найдангійн Отгонжаргал | Саюрі Татемото            | Лі На Ле          |
| до 59 кг  | Рейна Івама            | Туменолджийн М'ягмарсурен | Алка Томар        |
| до 63 кг  | Аяко Сьода             | Гітіка Яхар               | Хан Чин Йон       |
| до 67 кг  | Норіе Сайто            | Кіран Сіхаг               | не присуджувалась |
| до 75 кг  | Світлана Ярошевич      | Кан Мін Чон               | Очирбатин Бурмаа  |